# Fabien Revol
Fabien Revol est un théologien catholique français, né le 12 octobre 1978 à Épinouze. Il est spécialiste de la théologie de la Création.

## Biographie
C'est un fils d'agriculteurs, qui a eu le goût de la nature grâce au scoutisme.
Il a fait une première année de maîtrise de théologie de l'écologie, à Toronto au Canada.
Souhaitant disposer d'une vraie crédibilité vis-à-vis du monde académique, dans une perspective interdisciplinaire, il a complété son doctorat de théologie par un doctorat de philosophie.
En 2008, il a rencontré Jean Bastaire, philosophe, précurseur d'une théologie d'écologie chrétienne, et est resté en contact avec lui jusqu'à sa mort en 2013.
Il a soutenu sa thèse le 19 novembre 2013, sur « La Création continuée ». 
Comme Jean Bastaire, il s’oppose au point de vue de l’historien américain Lynn Townsend White, jr, qui s’est interrogé sur Les racines historiques de la crise écologique et a mis en avant le poids de la pensée chrétienne, citant par exemple le verset « remplissez la terre et soumettez-la » du Livre de la Genèse (1.28).. Pour Fabien Revol, il faut distinguer maîtrise et domination.  « l’homme est appelé à tenir dans le monde la place de Dieu, le Nouveau Testament montre que cela signifie le servir, selon le principe que les premiers seront les derniers. Le chrétien trouve là une vocation écologique » complète-t-il,
Il est actuellement enseignant-chercheur à l’université catholique de Lyon, dans le cadre du Centre interdisciplinaire d'éthique.
Un legs de Jean Bastaire a permis de financer l’ouverture en janvier 2015 de la Chaire « Jean Bastaire : pour une vision chrétienne de l’écologie intégrale » de cette université, projet qu'il a eu la charge de coordonner ; il a été titulaire de cette chaire entre 2015 et 2020. Elle s'est transformée depuis en « Projet Jean Bastaire » au sein de l'Unité de Recherche de l'UCLy. Il a été coordinateur adjoint de la Chaire Science et Religion entre 2012 et 2019. Depuis 2020 il est coresponsable du pôle de recherche "Développement  Intégral Ethique Ecologie" de l'UR de l'UCLy.  
Le 28 mai 2015, il a suggéré au cardinal Philippe Barbarin, archevêque de Lyon, de désigner un responsable des questions écologiques dans le diocèse de Lyon.
Pour l'année académique 2015-2016, il parraine les classes de terminale - promotion Saint-François d'Assise - du Cours Saint-François de Sales, à Troyes.

## Ouvrages
- Avec Jean-Marie EXBRAYAT, Emmanuel D'HOMBRES (dir.), (Collectif) Évolution et création : des sciences à la métaphysique, Paris-Lyon, Vrin-IIEE, 2011 (collection Science-Histoire-Philosophie).
- Thèse de doctorat: Le concept de Création continuée, Histoire, critique théologique et philosophique, essai de renouvellement dans le dialogue de la théologie avec les sciences de la nature par la médiation de la philosophie,  sous la direction de François Euvé et Emmanuel Gabellieri, Centre Sèvres, UCLy, 2013.
- Le Temps de la Création, Paris, Cerf, 2015.
- Avec Jean Marie-Gueullette(dir.) (Collectif), Avec les créatures, Pour une approche chrétienne de l'écologie, Paris, Cerf, 2015.
- Pour une écologie de l'espérance Les Chrétiens et la création, Collection les Altercathos, Lyon, Peuple libre, 2015.
- La nouveauté dans l'histoire de la nature Herméneutique philosophique de la créativité naturelle, Paris-Lyon, Vrin-IIEE, 2015 (collection Science-Histoire-Philosophie).
- Avec Alain Ricaud, Une encyclique pour une insurrection écologique des consciences, Paris, Parole et Silence, 2015.
- Pour une écologie de l'Espérance, Lyon, Peuple Libre, 2015.
- Avec Bertrand Souchard (dir.), (Collectif) Expérimentation scientifique et expérience de foi Un dialogue science et religion en France, Lyon, Peuple Libre, 2016.
- Avec Bertrand Souchard (dir.), (Collectif) Réel voilé et cosmos théophanique - Le regard de l'homme sur la nature et la question de Dieu, Paris-Lyon, Vrin-IIEE,  2016 (collection Science-Histoire-Philosophie).
- Avec Bertrand Souchard (dir.), (Collectif) Controverses sur la création: science, philosophie, théologie, Paris-Lyon, Vrin-IIEE, 2017, (collection Science-Histoire-Philosophie).
- Le concept de création continuée dans l’histoire de la pensée occidentale, Paris-Lyon, Vrin-IIEE, 2017, (collection Science-Histoire-Philosophie) 350 p.
- (dir.) (Collectif), La réception de l’encyclique Laudato si’ dans la militance écologiste, 2017, Paris, Cerf, 153 p.
- (dir.) (Collectif), Avec Laudato si’ devenir acteurs de l’écologie intégrale, 2017, Lyon, Peuple libre, 248 p.
- (dir.) (Collectif), Penser l'écologie dans la tradition catholique, Genève, Labor et Fides, 2018, 408 p.
- L'écologie intégrale, une questions de conversions, Nouan-Le-Fuzelier, EDB, 2020, 140 p.
- Avec Stanislas de Larminat, L'Écologie, nouveau jardin de l'Église - Dialogue et controverse, pour que justice et paix s'embrassent, Lyon, Peuple Libre, 2020, 310 p.[6]
- Le Regard de Dieu sur la création, Un dialogue entre théologie et écologie, Lyon, Peuple Libre, 2021, 274 p.
- (dir.) (Collectif) Exprimer la fraternité cosmique et spirituelle. Vivre la communauté avec toutes les créatures dans la perspective de l’Écologie Intégrale, Paris, Cerf-Patrimoine,  2021, 254 p.
- Jean Bastaire, l'écologiste, ouvrage collectif dirigé par Fabien Révol et François Euvé, édition Salvator, 2023.

## Sources
- Fabien Revol : Un théologien aux Assises chrétiennes de l’écologie, 13 juillet 2015, sur le site de Pax Christi